# Пяденицы
Пя́деницы, или землемеры (лат. Geometridae), — обширное семейство бабочек. Более 23 000 видов и 2000 родов. Хорошо известным видом семейства пядениц является берёзовая пяденица (Biston betularia) которая была предметом многочисленных исследований в области популяционной генетики. Несколько других пядениц известны как вредители.

## Этимология названия
Русское название, как и немецкое (нем. Spannern), происходит от сходства передвижения гусеницы с движениями кисти руки человека, измеряющего длину пядью. Латинское название семейства пядениц — Geometridae (от латинизированного греческого «землемер») — также дано им в связи с этой особенностью.

## Описание
К семейству относятся небольшие или среднего размера бабочки. Тело стройное и тонкое. Средний размах крыльев около от 9,5 до 51 мм, иногда до 80 мм в размахе. У большинства видов — около 30 мм. Верхние крылья треугольной формы, обычно — широкие. Задние крылья у большинства представителей закруглённые, достигают конца брюшка или выступают за него. У пядениц рода Lobophora нижние крылья имеют короткий придаток у основания. Самки многих видов имеют укороченные крылья, иногда бескрылые (например, зимняя пяденица и осенний червь).
Окраска крыльев у многих видов часто покровительственная, что позволяет им маскироваться, сидя на стволах деревьев на неровностях коры. В покое бабочки обычно складывают крылья плоско, иногда крышеобразно. Однако у отдельных родов в составе этого семейства расположение крыльев иное. Представители рода Zamacra в покое поднимают крылья кверху и складывают их вдоль. При этом бабочки напоминают своим видом сухой свёрнутый лист растения. У некоторых видов, которые появляются в холодные сезоны, резко выражен половой диморфизм.
Глазков нет. Усики у самцов нитевидные, у самок — чаще всего перистые, гребёнчатые или перистые. Хоботок слабый, но спиральный. Нижнегубные щупики умеренные. Ноги тонкие.

## Биология
Летают пяденицы преимущественно ночью, но некоторые виды и днём, особенно в тихую облачную погоду. Полёт их неровный, слабый.
Зимуют, в большинстве случаев, куколки. Бабочки после выхода из куколки и до спаривания преимущественно питаются нектаром цветов. Большое количество видов пядениц, питающихся нектаром, имеет развитый хоботок. Бабочки, летающие ранней весной и поздней осенью, не питаются и хоботок у них атрофирован. После спаривания самки откладывают яйца на почки, семенные коробочки, листья, хвою или кору деревьев и кустарников. Яйца продолговато-овальные. Цвет их изменяется по мере развития. Перед самым выходом гусениц — тёмно-бурый. Гусеницы, выйдя из яйца, сразу начинают интенсивно питаться. Гусеницы окукливаются в почве. Немногие виды окукливаются в паутинных коконах на деревьях (рода Ourapteryx, Selenia, Angerona). Куколка гладкая, красно-бурая. Куколкам многих родов свойственны зелёные, жёлтые и серые цвета покровов.
Некоторым видам семейства свойственны вспышки массового размножения, обусловленные метеорологическими условиями и их аномальным развитием в течение нескольких лет. Начавшиеся вспышки могут длиться не один год.
Много видов обитают в тропических и широколиственных лесах.

### Гусеницы
Больше, чем бабочки, характерны гусеницы: они тонкие, длинные, с неразвитыми передними парами брюшных (ложных) ног, так что ложные ноги обыкновенно имеются всего в числе двух пар — на 7-м и 9-м кольце брюшка. Благодаря этому гусеницы ползают весьма своеобразно: укрепившись грудными ногами, гусеница изгибает среднюю (безногую) часть тела петлеобразно вверх и придвигает брюшные ноги к грудным; затем, укрепившись ложными ногами, она вытягивает тело вперёд, снова укрепляется грудными ногами и т. д. Таким образом ползущая гусеница как бы измеряет проходимое ею пространство пядью или землемерной цепью, откуда и произошло название этого семейства. Латинское название семейства пядениц — Geometridae (от латинизированного греческого «землемер») — также дано им в связи с этой особенностью. Бывают исключения, например, у гусеницы Archiearis parthenias пять пар брюшных ножек.
Анальное отверстие располагается на последнем сегменте тела и окружено 4 лопастями. Одновременно хорошо развиты не все из них. Верхняя (наданальная) лопасть свешивается над анальным отверстием. Нижняя (поданальная) лопасть часто представлена в виде толстого мясистого образования конической формы; пара боковых (прианальных) лопастей — парапрокты — обычно хорошо развиты и имеют вид относительно больших выростов с щетинками на своём конце.
Гусеницы пядениц окрашены обыкновенно под цвет коры, стеблей, листьев и т. п. Гусеницы многих пядениц характеризуются также тонким палочковидным телом и голыми покровами, покрытыми бугорковидными возвышениями, что придаёт им сходство с сухими веточками. При этом у них имеются особые охранительные инстинкты, благодаря которым данное сходство ещё больше увеличивается — сильно развитая мускулатура позволяет им часами находиться в неподвижном состоянии, прикрепившись последними парами конечностей к ветке, а остальной частью тела откинувшись назад, благодаря чему достигается полное сходство гусеницы с веточкой растения Для гусениц ряда видов как средство защиты характерен танатоз — временная неподвижность, при которой они притворяются мёртвыми. При вероятной опасности такие гусеницы обычно замирают и падают с растений на шелковинной нити.
Большинство гусениц является фитофагами — они питаются листьями, цветками и плодами различных, преимущественно цветковых, реже — хвойных, растений. Среди пядениц имеются как олигофаги (пяденица сливовая Angerona prunaria), так и монофаги (пяденица зимняя Operophthera brumata). Гусеницы-олигофаги кормятся растениями, принадлежащими к одному семейству или роду. Монофаги являются наиболее специализированной группой и способны питаться только лишь одним видом кормового растения. Гусеницы некоторых видов, например пяденицы папоротниковой питаются на листьях папоротников. Гусеницы пядениц рода Eupithecia, обитающие на Гавайских островах, являются насекомоядными и обладают целым арсеналом приспособлений для поимки своей добычи.

## Классификация
Одно из крупнейших семейств бабочек, объединяющее 2000 родов и более 23 000 видов (из них европейских около 800) примерно в 10 подсемействах. В Северной Америке обитают более 1400 видов из шести подсемейств. Что касается весенниц (Archiearinae), то некоторые виды, традиционно помещавшиеся в это подсемейство, на самом деле, возможно, принадлежат другому подсемейству; в целом в некоторых случаях ложноножки, которые первоначально были потеряны у первоначальной пяденицы, вероятно, повторно эволюционировали как атавизм. В 2023 году триба Eumeleini повышена до уровня подсемейства Eumeleinae, а таксон Orthostixinae признан синонимом подсемейства Desmobathrinae.
Самые крупные подсемейства:
- Ennominae — около 9700 видов
- Larentiinae — около 5800 видов[17][2]
- Sterrhinae — около 2800 видов[17]
- Geometrinae — около 2300 видов

### Представители подсемейств и триб
- Abraxas grossulariata
(Ennominae)
- Alsophila aescularia
(Alsophilinae)
- Biston betularia
(Ennominae)
- Ecliptopera silaceata
(Larentiinae)
- Erannis defoliaria
(Ennominae)
- Eupithecia centaureata
(Larentiinae)
- Geometra papilionaria
(Geometrinae)
- Hylaea fasciaria
(Ennominae)
- Idaea emarginata
(Sterrhinae)
- Operophtera brumata
(Larentiinae)
- Scopula decorata
(Sterrhinae)
- Taxeotis intextata
(Oenochrominae)
- Ecliptopera rectilinea
(Larentiinae)
- Selenia tetralunaria
(Ennominae)
- Problepsis achlyobathra
(Sterrhinae)
- Comostola cedilla
(Geometrinae)

## Значение
Гусеницы многих пядениц объедают разные хозяйственные растения, вредят лесам, плодовым садам и проч.
Наиболее известны в этом отношении следующие виды, широко распространённые в Европе и России:
- Zerene (Abraxas) grossulariata L., крыжовница
- Hibernia defoliaria L., обдирало
- Cheimatobia brumata L., зимняя пяденица
- Fidonia (Bupalus) piniaria L., сосновая пяденица

Кроме этих видов, заслуживают ещё упоминания:
- Biston betularia (L.), берёзовая пяденица. Большая, белая, с густыми чёрными точками, бабочка с толстым телом, крупная гусеница которой, весьма изменчивая по окраске, живёт на берёзе и других лиственных деревьях. Европейский и американский подвиды имеют тёмные морфы и морфы промежуточной окраски, с исследованием которых связано открытие индустриального меланизма. Третий, японский подвид представлен только светлыми морфами.
- Geometra papilionaria L., пяденица большая зелёная (парусниковая) — довольно крупная нежно-зелёная бабочка, гусеница которой (зелёная с красными бугорками) живёт на берёзе, ольхе и других лиственных деревьях
- многочисленные виды рода Cidaria Tr. (Larentia Tr.) — небольшие бабочки, большей частью светлой окраски, часто попадающиеся в лесах и садах, и проч.
- Herochroma baibarana Matsumura, 1931)